# نامناسب برای کار

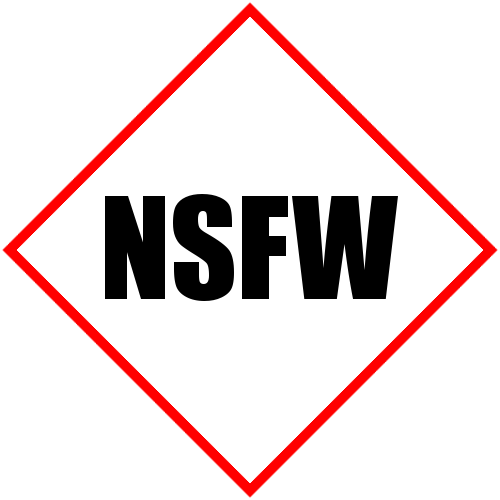
علامت نامناسب برای کار به صورت مخفف روی تابلو

نامناسب برای کار (Not suitable for work یا Not safe for work با عبارت مخامفف NSFW) یک اصلاح عامیانه یا تندنویسی است که به رسانه (تصاویر، کلیپ، ویدئو، فیلم) یا وب سایت‌هایی که شامل برهنگی، پورنوگرافی، ناسزا، خشونت، و/یا دیگر موضوعات به‌طور بالقوه آزاردهنده است، که بیننده ممکن است مایل به دیدن در یک محیط عمومی یا رسمی، از جمله محل کار یا مدرسه نباشد، گفته می‌شود.
سیاست‌هایی ممانعت از دسترسی به موضوع جنسی و سایر محدودیت‌ها برای افرادی که تلاش می‌کنند از اینترنت در محل کار یا مدارس استفاده کنند، اعمال می‌گردد.
نامناسب برای زندگی روزمره (Not safe for life به اختصار NSFL) به حالت مشابهی گفته می‌شود که برای زندگی روزمره مناسب نیست و اشاره به محتوایی دارد که به گونه‌ای تهوع‌آور یا آزاردهنده است که ممکن است به لحاظ احساسی از نظر روحی فرد را تحت تأثیر قرار دهد و ضربه روانی به وی وارد کند. لینک‌های علامت‌گذاری شده با برچسب NSFL ممکن است حاوی مطالب مستهجن، خون‌ریزی، قتل یا خشونت‌های مهلک باشند.